# Liu Tsu-Len
Liu Tsu-Len es un deportista taiwanés que compitió en taekwondo.
Ganó dos medallas en el Campeonato Mundial de Taekwondo, en los años 1993 y 1995, y tres medallas en el Campeonato Asiático de Taekwondo entre los años 1990 y 1994.

## Palmarés internacional
| Representando a China Taipéi |                             |                   |           |
| Campeonato Mundial           |                             |                   |           |
| Año                          | Lugar                       | Medalla           | Categoría |
| 1993                         | Nueva York (Estados Unidos) | Medalla de plata  | –76 kg    |
| 1995                         | Manila (Filipinas)          | Medalla de bronce | –76 kg    |
| Campeonato Asiático          |                             |                   |           |
| Año                          | Lugar                       | Medalla           | Categoría |
| 1990                         | Taipéi (Taiwán)             | Medalla de bronce | –76 kg    |
| 1992                         | Kuala Lumpur (Malasia)      | Medalla de plata  | –76 kg    |
| 1994                         | Manila (Filipinas)          | Medalla de plata  | –76 kg    |